# Leucotelium
Leucotelium is een geslacht van roesten uit de familie Uropyxidaceae. Het geslacht bevat alleen Leucotelium cerasi.

## Soorten
Volgens Index Fungorum telt het geslacht drie soorten (peildatum april 2022):
| Soortnaam                  | Auteur(s)             | Publicatiejaar |
| -------------------------- | --------------------- | -------------- |
| Leucotelium cerasi         | (Castagne) Tranzschel | 1935           |
| Leucotelium padi           | Tranzschel            | 1935           |
| Leucotelium pruni-persicae | (Hori) Tranzschel     | 1935           |